# NGC 2798
NGC 2798 är en stavgalax i stjärnbilden Lodjuret. Den upptäcktes den 14 januari 1788 av William Herschel. 